# Сваечный узел
Сва́ечный у́зел (англ. Marlingspike Hitch; фр. Nœud de Galère) — морской временный узел, применяемый в такела́жном деле. Используют при обтягивании линя или шкимушга́ра во время наложения клетня или шлагов бе́нзеля. Сваечный штык может служить вре́менным сто́порным узлом. Сваечный штык без сва́йки превращается в удавку (бегущий простой узел). Сваечный штык может быть использован для крепления за гак при погрузочных работах.

## Способ завязывания

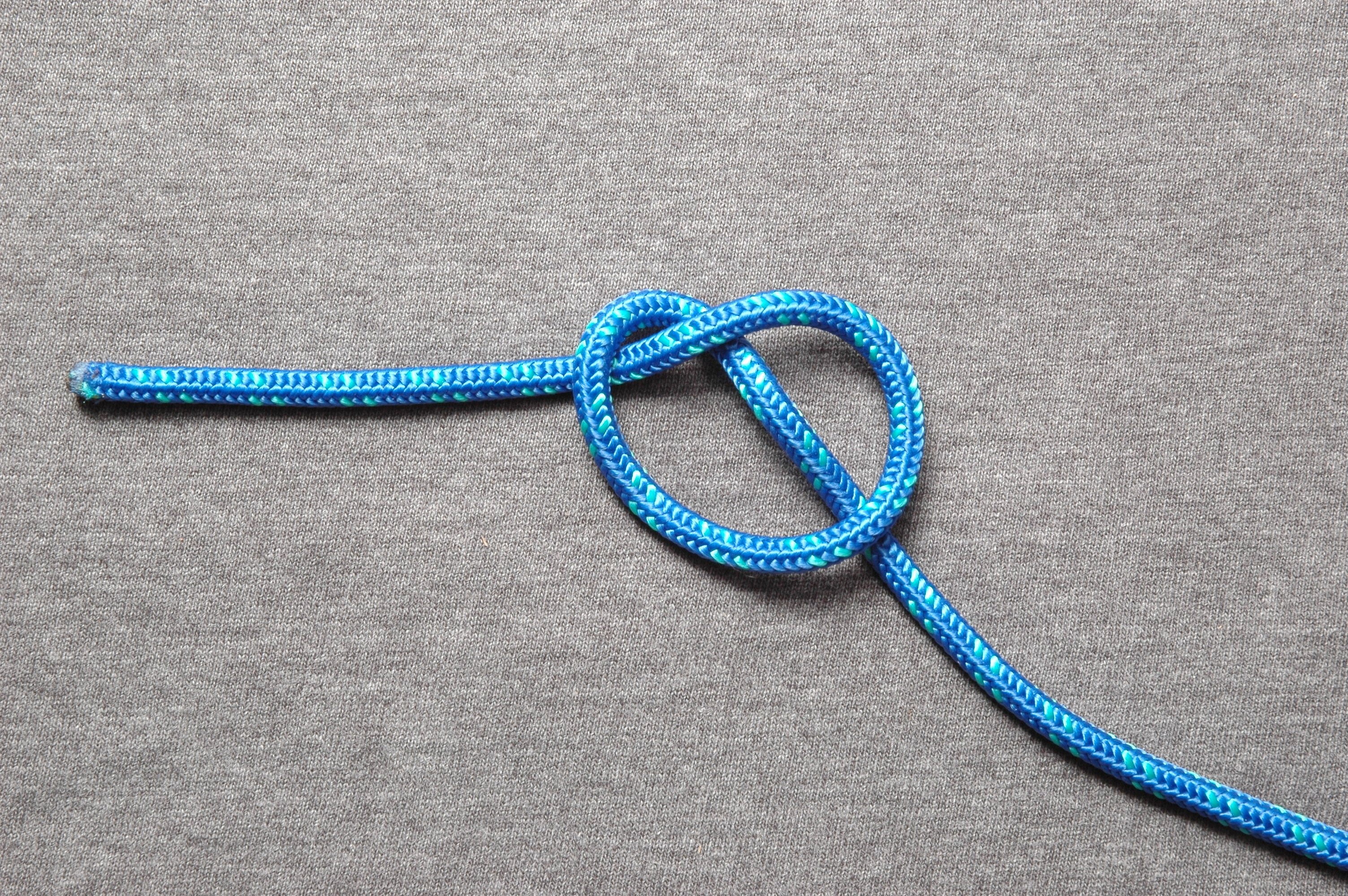
1. Сделать колы́шку и положить её на коренной конец троса.
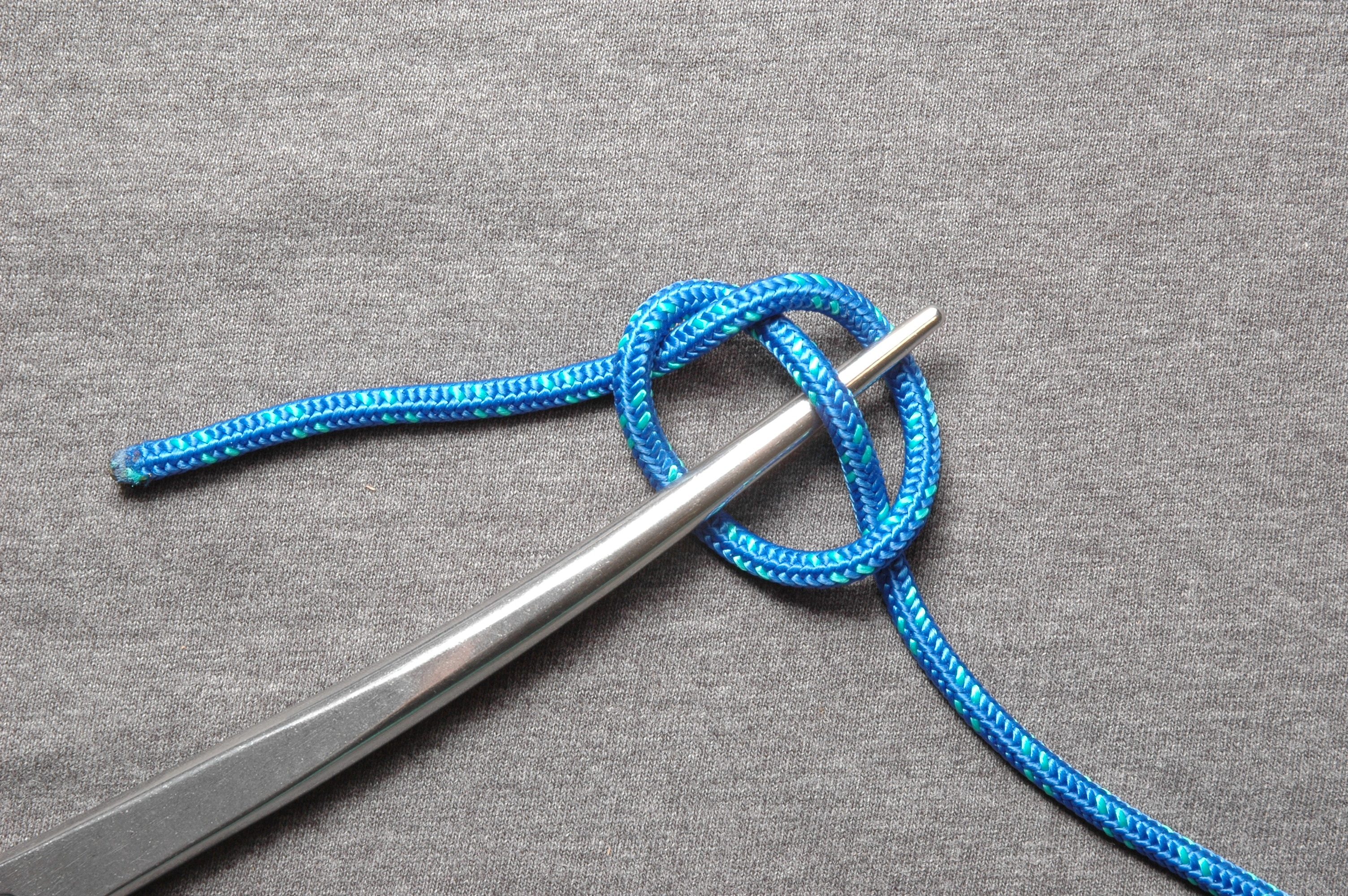
2. Вставить свайку между коренным концом троса и колышкой.
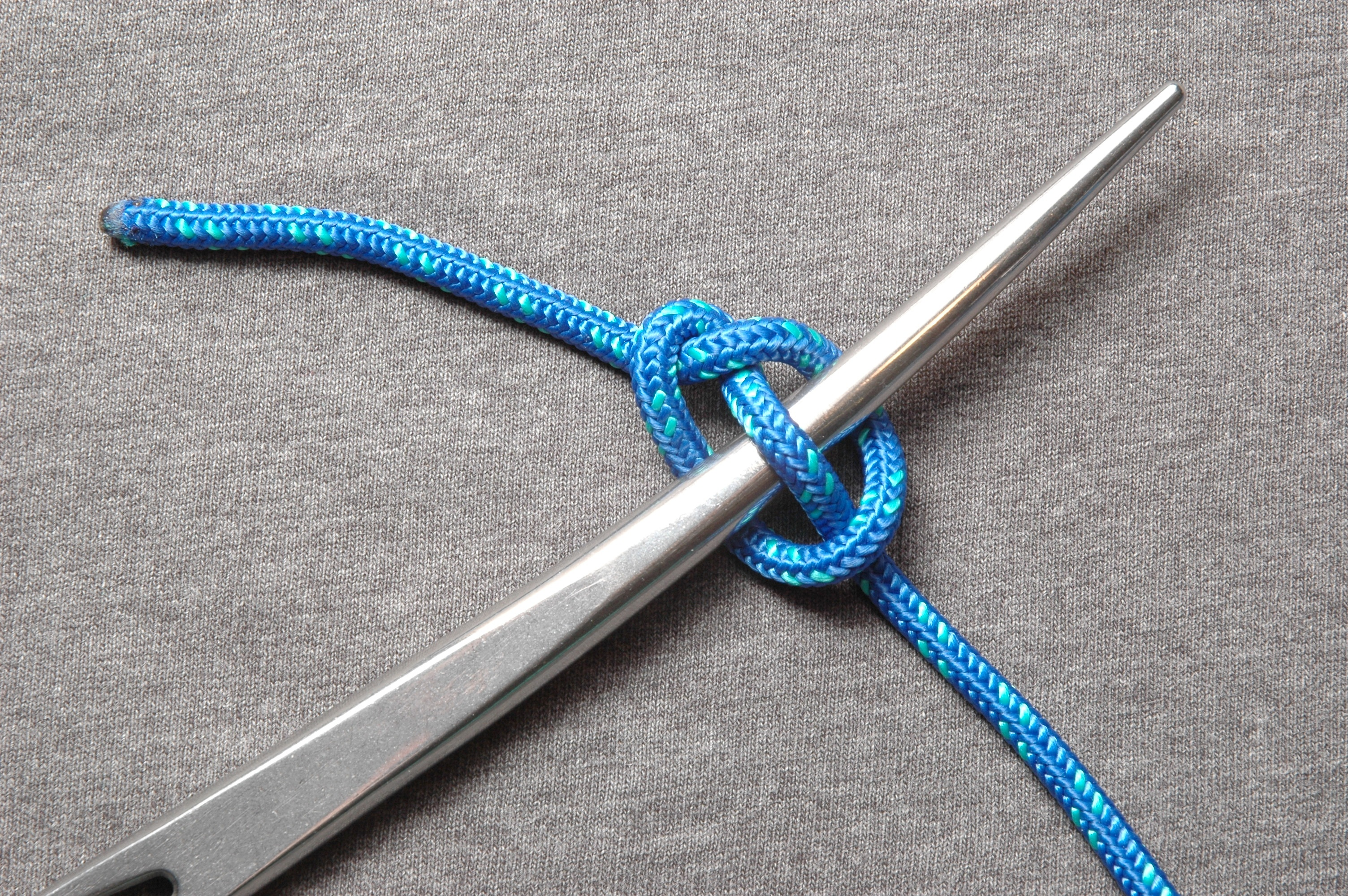
3. Затянуть узел, потянув за коренной и ходовой концы троса.

Завязать простой узел ходовым концом троса на коренном. Размер петли возможно легко регулировать. Узел может быть завязан как на конце, так и середине троса. Петля сваечного узла является элементом завязывания булиня (беседочного узла).
Завязав сваечный узел в дальнейшем на его основе возможно завязать многие другие узлы:
- Бегущий простой узел — сваечный узел, завязанный коренным концом верёвки
- Магазинная петля — сваечный узел, завязанный на ходовом конце верёвки со стопорным узлом на конце
- Рыбацкая петля — сваечный узел, завязанный на ходовом конце троса с контрольным узлом на конце
- Развязывающийся бегущий простой узел — сваечный узел, завязанный на ходовом конце троса
- Шкотовый узел — в сваечный узел на коренном конце одного троса вставляют ходовой конец другого троса, получают соединяющий концы тросов узел
- Булинь (беседочный узел) — в сваечный узел на коренном конце троса (когда коренной конец — не нагружен) вставить ходовой конец этого же троса
- Голландский булинь — в сваечный узел (но с другой стороны, в отличие от булиня) на коренном конце (когда коренной конец — не нагружен) вставить ходовой конец этого же троса
- Казачий узел — в сваечный узел на ходовом конце верёвки вставить коренной конец — один из вариантов завязывания
- Мартышкина цепочка — многократные сваечные узлы на верёвке
- Эскимосская петля — сваечный узел, завязанный на ходовом конце троса с дополнительной колы́шкой в качестве стопора
- Узел устричника — сваечный узел на коренном конце троса с заведённым внутрь ходовым концом в качестве стопора
- Завязав сваечный узел в дальнейшем возможно использовать его в качестве элемента одного из вариантов водительского узла для натяжения верёвки
- Австрийский проводник — пара сваечных узлов, переплетённых между собой
- Бабочка — сваечный узел с колышкой, накинутой на петлю сваечного узла

## Признаки
Плюсы
- Узел — прост
- Быстро завязывать
- Легко регулировать (удлинять, укорачивать)
- Может быть завязан на середине троса или конце (на коренном конце троса или ходовом)
- Способ завязывания сваечного узла является основой для завязывания многих других узлов
- Легко развязывать даже после сильного натяжения верёвки (если вынуть свайку из узла и потянуть за концы, то узел развяжется)

Минусы
- «Ползёт»

## Применение
В морском деле

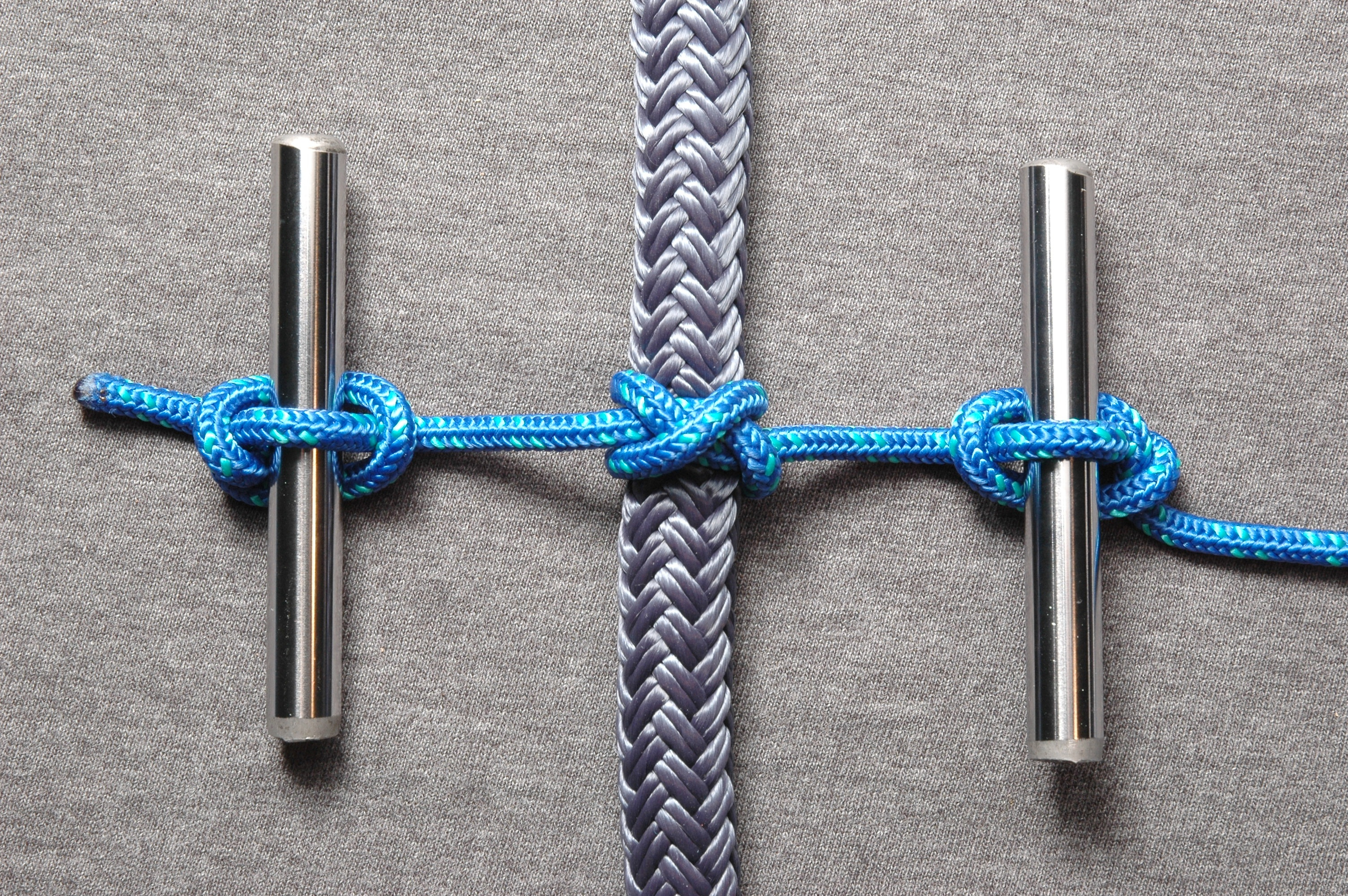
Сваечные узлы используют для затягивания узла «констриктор» по обеим сторонам от узла

- В качестве сто́пора на конце троса
- При такелажных работах (пробивание прядей троса, выравнивание обмётываемых вручную люверсов, заделка кренгельсов, обтягивание линя во время наложения шлагов бензеля, обтягивание вокруг брашпиля стень-ванты на марсе)[6]
- При погрузочных работах

В быту
- Для создания ограждения, когда сваечные узлы накидывают на деревянные колья[11]
- Для изготовления верёвочной лестницы, когда ступени соединяют сваечными узлами[12]

В туризме
- Для натяжения верёвки для тента. Сваечный узел — в составе водительского узла